# Lekkoatletyka na Igrzyskach Wspólnoty Narodów 1986
Lekkoatletyka na Igrzyskach Wspólnoty Narodów w 1986 – zawody lekkoatletyczne, które były rozgrywane na Meadowbank Stadium w Edynburgu w Szkocji.
Igrzyska były zbojkotowane przez 32 reprezentacje państw afrykańskich, azjatyckich i środkowoamerykańskich. Powodem bojkotu był sprzeciw wobec postawy niektórych państw Wspólnoty Narodów (głównie Wielkiej Brytanii) na sytuację w Republice Południowej Afryki.
Rozegrano 23 konkurencje męskie i 18 kobiecych. Po raz pierwszy kobiety rywalizowały w biegu na 10 000 metrów i w biegu maratońskim.

## Rezultaty

### Mężczyźni
| Konkurencja:                  | 1. miejsce                                                        | Rezultat | 2. miejsce                                                                      | Rezultat | 3. miejsce                                                                  | Rezultat |
| Bieg na 100 m                 | Ben Johnson                                                       | 10,07    | Linford Christie                                                                | 10,28    | Mike McFarlane                                                              | 10,35    |
| Bieg na 200 m                 | Atlee Mahorn                                                      | 20,31w   | Todd Bennett                                                                    | 20,54w   | Ben Johnson                                                                 | 20,64w   |
| Bieg na 400 m                 | Roger Black                                                       | 45,57    | Darren Clark                                                                    | 45,98    | Phil Brown                                                                  | 46,80    |
| Bieg na 800 m                 | Steve Cram                                                        | 1:43,22  | Tom McKean                                                                      | 1:44,80  | Peter Elliott                                                               | 1:45,42  |
| Bieg na 1500 m                | Steve Cram                                                        | 3:50,87  | John Gladwin                                                                    | 3:52,17  | David Campbell                                                              | 3:43,33  |
| Bieg na 5000 m                | Steve Ovett                                                       | 13:24,11 | Jack Buckner                                                                    | 13:25,87 | Tim Hutchings                                                               | 13:26,84 |
| Bieg na 10 000 m              | Jon Solly                                                         | 27:57,42 | Steve Binns                                                                     | 27:58,01 | Steve Jones                                                                 | 28:02,48 |
| Maraton                       | Robert de Castella                                                | 2:10:15  | Dave Edge                                                                       | 2:11:08  | Steve Moneghetti                                                            | 2:11:18  |
| Bieg na 110 m przez płotki    | Mark McKoy                                                        | 13,31w   | Colin Jackson                                                                   | 13,42w   | Don Wright                                                                  | 13,64w   |
| Bieg na 400 m przez płotki    | Phil Beattie                                                      | 49,60    | Max Robertson                                                                   | 49,77    | John Graham                                                                 | 50,25    |
| Bieg na 3000 m z przeszkodami | Graeme Fell                                                       | 8:24,49  | Roger Hackney                                                                   | 8:25,15  | Colin Reitz                                                                 | 8:26,14  |
| Sztafeta 4 × 100 m            | Kanada · Mark McKoy · Atlee Mahorn · Desai Williams · Ben Johnson | 39,15    | Anglia · Lincoln Asquith · Daley Thompson · Mike McFarlane · Clarence Callender | 39,19    | Szkocja · Jamie Henderson · Cameron Sharp · George McCallum · Elliot Bunney | 40,41    |
| Sztafeta 4 × 400 m            | Anglia · Kriss Akabusi · Roger Black · Todd Bennett · Phil Brown  | 3:07,19  | Australia · Bruce Frayne · Miles Murphy · David Johnston · Darren Clark         | 3:07,81  | Kanada · Anton Skerritt · Andre Smith · John Graham · Atlee Mahorn          | 3:08,69  |
| Chód na 30 km                 | Simon Baker                                                       | 2:07:47  | Guillaume Leblanc                                                               | 2:08:38  | Ian McCombie                                                                | 2:10:36  |
| Skok wzwyż                    | Milton Ottey                                                      | 2,30     | Geoff Parsons                                                                   | 2,28     | Alain Metellus Henderson Pierre                                             | 2,14     |
| Skok o tyczce                 | Andy Ashurst                                                      | 5,30     | Bob Ferguson                                                                    | 5,20     | Neil Honey                                                                  | 5,20     |
| Skok w dal                    | Gary Honey                                                        | 8,08     | Fred Salle                                                                      | 7,83     | Kyle McDuffie                                                               | 7,79     |
| Trójskok                      | John Herbert                                                      | 17,27    | Mike Makin                                                                      | 16,87    | Peter Beames                                                                | 16,42    |
| Pchnięcie kulą                | Billy Cole                                                        | 18,16    | Joe Quigley                                                                     | 17,97    | Stuart Gyngell                                                              | 17,70    |
| Rzut dyskiem                  | Ray Lazdins                                                       | 58,86    | Paul Nandapi                                                                    | 57,74    | Werner Reiterer                                                             | 57,34    |
| Rzut młotem                   | David Smith                                                       | 74,06    | Martin Girvan                                                                   | 70,48    | Phil Spivey                                                                 | 70,30    |
| Rzut oszczepem                | Dave Ottley                                                       | 80,62    | Mick Hill                                                                       | 78,56    | Gavin Lovegrove                                                             | 76,22    |
| Dziesięciobój                 | Daley Thompson                                                    | 8663 pkt | Dave Steen                                                                      | 8173 pkt | Simon Poelman                                                               | 8015 pkt |

### Kobiety
| Konkurencja:               | 1. miejsce                                                                        | Rezultat | 2. miejsce                                                                  | Rezultat | 3. miejsce                                                                   | Rezultat |
| Bieg na 100 m              | Heather Oakes                                                                     | 11,20w   | Paula Dunn                                                                  | 11,21w   | Angella Issajenko                                                            | 11,21w   |
| Bieg na 200 m              | Angella Issajenko                                                                 | 22,91w   | Kathy Cook                                                                  | 23,18w   | Sandra Whittaker                                                             | 23,46w   |
| Bieg na 400 m              | Debbie Flintoff                                                                   | 51,29    | Jillian Richardson                                                          | 51,62    | Kathy Cook                                                                   | 51,88    |
| Bieg na 800 m              | Kirsty Wade                                                                       | 2:00,94  | Diane Edwards                                                               | 2:01,12  | Lorraine Baker                                                               | 2:01,79  |
| Bieg na 1500 m             | Kirsty Wade                                                                       | 4:10,91  | Debbie Bowker                                                               | 4:11,94  | Lynn Williams                                                                | 4:12,66  |
| Bieg na 3000 m             | Lynn Williams                                                                     | 8:55,29  | Debbie Bowker                                                               | 8:54,93  | Yvonne Murray                                                                | 8:55,32  |
| Bieg na 10 000 m           | Liz Lynch                                                                         | 31:41,42 | Anne Audain                                                                 | 31:53,31 | Angela Tooby                                                                 | 32:25,38 |
| Maraton                    | Lisa Martin                                                                       | 2:26:07  | Lorraine Moller                                                             | 2:28:17  | Odette Lapierre                                                              | 2:31:48  |
| Bieg na 100 m przez płotki | Sally Gunnell                                                                     | 13,29    | Wendy Jeal                                                                  | 13,41    | Glynis Nunn                                                                  | 13,44    |
| Bieg na 400 m przez płotki | Debbie Flintoff                                                                   | 54,94    | Donalda Duprey                                                              | 56,55    | Jenny Laurendet                                                              | 56,57    |
| Sztafeta 4 × 100 m         | Anglia · Paula Dunn · Kathy Cook · Joan Baptiste · Heather Oakes                  | 43,39    | Kanada · Angela Bailey · Esmie Lawrence · Angela Phipps · Angella Issajenko | 43,83    | Walia · Helen Miles · Sian Morris · Sallyanne Short · Carmen Smart           | 45,37    |
| Sztafeta 4 × 400 m         | Kanada · Charmaine Crooks · Marita Payne · Molly Killingbeck · Jillian Richardson | 3:28,82  | Anglia · Jane Parry · Linda Keough · Angela Piggford · Kathy Cook           | 3:32,82  | Australia · Maree Chapman · Sharon Stewart · Julie Schwass · Debbie Flintoff | 3:32,86  |
| Skok wzwyż                 | Christine Stanton                                                                 | 1,92     | Sharon McPeake                                                              | 1,90     | Janet Boyle                                                                  | 1,90     |
| Skok w dal                 | Joyce Oladapo                                                                     | 6,43     | Mary Berkeley                                                               | 6,40     | Robyn Lorraway                                                               | 6,35     |
| Pchnięcie kulą             | Gael Martin                                                                       | 19,00    | Judy Oakes                                                                  | 18,75    | Myrtle Augee                                                                 | 17,52    |
| Rzut dyskiem               | Gael Martin                                                                       | 56,42    | Venissa Head                                                                | 56,20    | Karen Pugh                                                                   | 54,72    |
| Rzut oszczepem             | Tessa Sanderson                                                                   | 69,80    | Fatima Whitbread                                                            | 68,54    | Sue Howland                                                                  | 64,74    |
| Siedmiobój                 | Judy Simpson                                                                      | 6282 pkt | Jane Flemming                                                               | 6278 pkt | Kim Hagger                                                                   | 5823 pkt |

## Tabela medalowa
| Poz. | Państwo           |    |    |    | Łącznie |
| 1.   | Anglia            | 18 | 18 | 12 | 48      |
| 2.   | Kanada            | 10 | 9  | 9  | 28      |
| 3.   | Australia         | 9  | 5  | 12 | 26      |
| 4.   | Walia             | 2  | 3  | 3  | 8       |
| 5.   | Szkocja           | 1  | 2  | 3  | 6       |
| 6.   | Irlandia Północna | 1  | 2  | 1  | 4       |
| 7.   | Nowa Zelandia     | 0  | 2  | 2  | 4       |